# Granvin
Granvin là một đô thị ở hạt Hordaland, Na Uy. Dân số là 964 người, trong đó 444 người sinh sống ở làng Granvin ở cuối nhánh bên của Hardangerfjord.